# Tempio della Tosse
Il tempio della Tosse è una ex chiesa cristiana del X secolo, fondata riutilizzando una costruzione a pianta circolare di epoca romana, situata sull'antica via Tiburtina a Tivoli. Si trova presso l'Aniene, vicino al santuario di Ercole Vincitore e alla porzione inferiore di villa d'Este, fuori dalla porta detta "del Colle". Nei suoi pressi è situata anche una cartiera, oramai abbandonata, costruita sulle strutture del tempio d'Ercole.

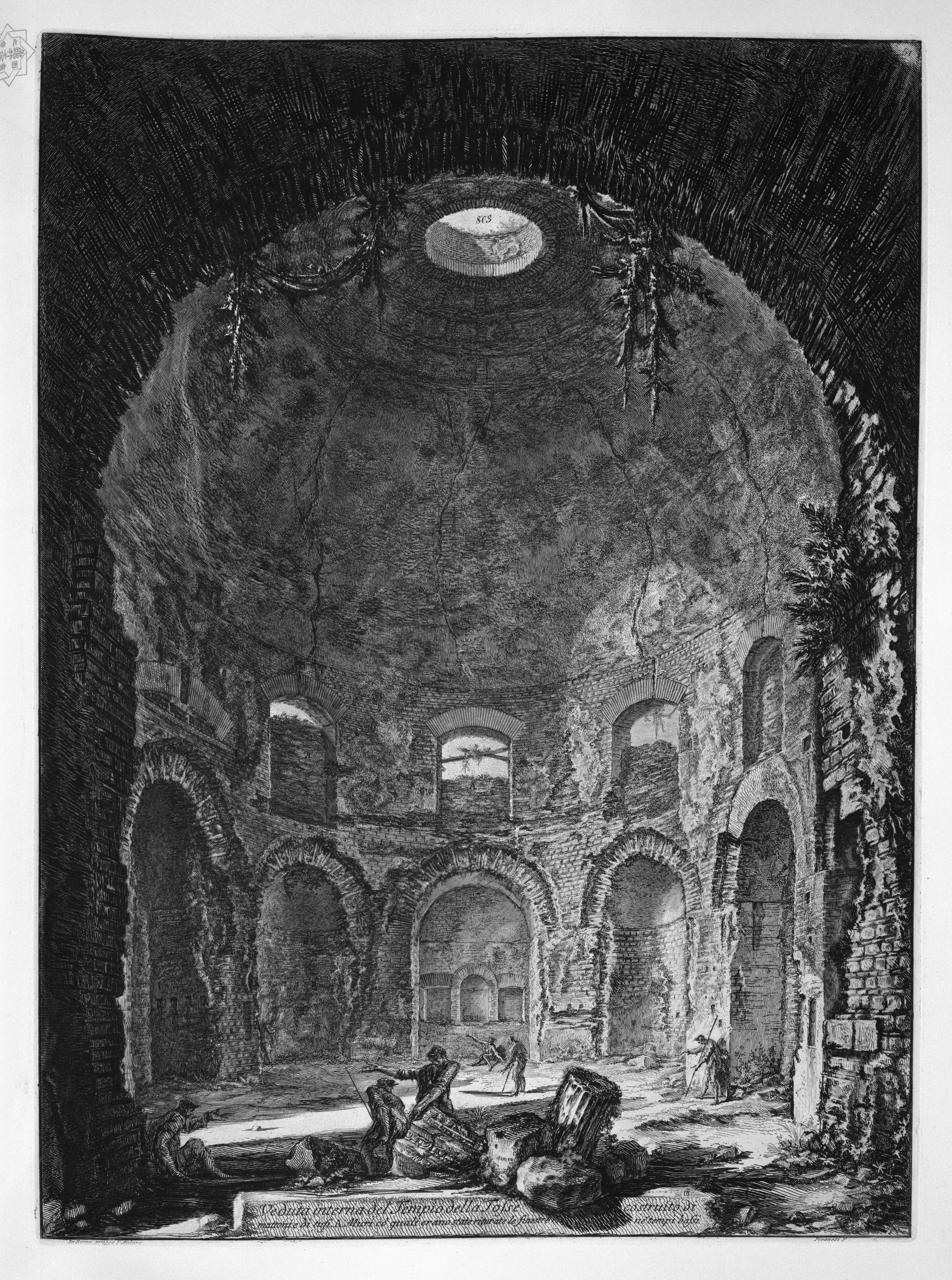
Incisione di Giovanni Battista Piranesi della metà del XVIII secolo

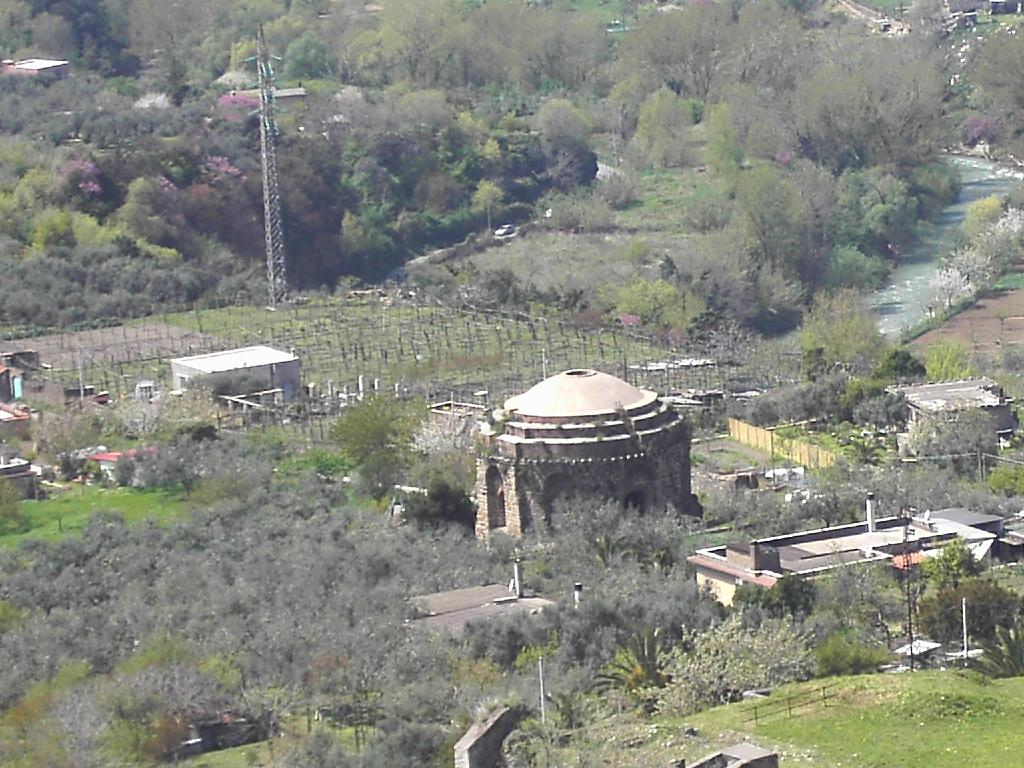
il tempio della Tosse da Villa d'Este

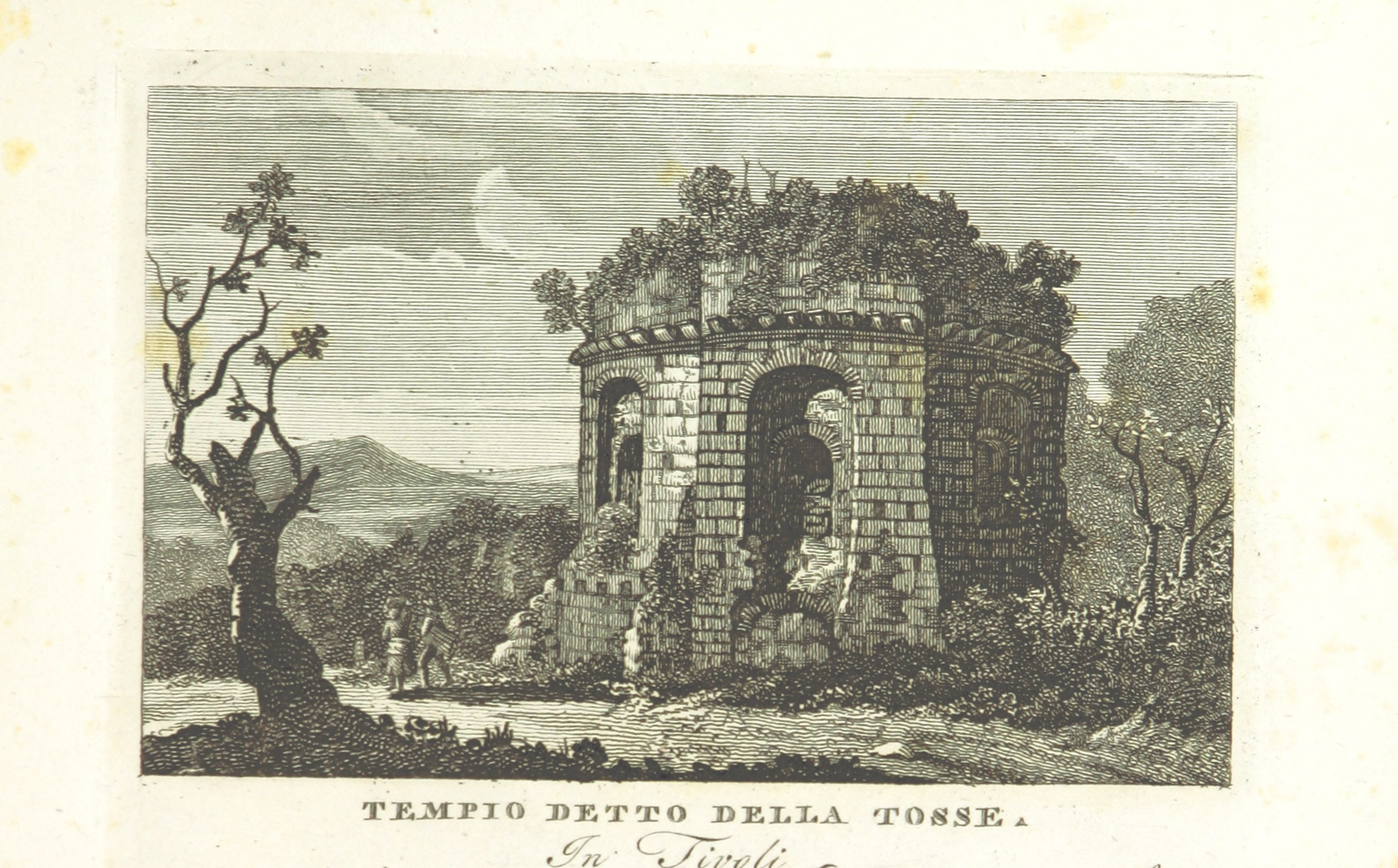
Il tempio in una pubblicazione del 1820

## Storia
Non si sa con precisione quale funzione rivestisse in origine l'edificio. Dal ritrovamento di una lapide sembra che sia stato edificato nella prima metà del IV secolo sui ruderi di una villa romana del I secolo a.C., durante il principato di Costantino I,  per commemorare dei lavori eseguiti sulla via Tiburtina. Sono state avanzate diverse ipotesi, tra cui quella che si trattasse di un ninfeo, di una chiesa paleocristiana o di un tempio dedicato a Venere o al Sole o ad un sepolcro della gens Tuscia, da cui poi sarebbe derivato il nome "Tosse" attuale. È del tutto priva di fondamento l'ipotesi, emersa durante il periodo medievale, che fosse un tempio dedicato alla personificazione della dea Tosse, o alla Madonna della Tosse, eretto al di fuori delle mura per tenere lontana la malattia della popolazione tiburtina. Nonostante le diverse ipotesi esposte non sono stati trovati reperti archeologici tali da confermare qualsiasi supposizione.
L'edificio venne tramutato in chiesa dedicata alla Vergine Maria nel X secolo e restaurato con materiale proveniente dal vicino santuario di Ercole. Risalgono al primo medioevo alcuni affreschi contenuti nelle absidi al suo interno, raffiguranti Cristo Pantocratore e l'Ascensione di Cristo, che viene portato in cielo su una mandorla da due angeli. Il Cristo è imberbe e fa un gesto di benedizione in forma greca (incontro di pollice e dito anulare), indice di influssi dello stile paleocristiano e  bizantino. Vi è memoria di un terzo affresco, raffigurante la Madonna, ora perduto, che giustificava la dedicazione della chiesa. Gli affreschi rimasti sono in parte danneggiati dal tempo e a rischio di crolli e vandalismi. L'edificio venne probabilmente abbandonato tra il XVII e il XVIII secolo.
Attualmente il tempio è sottoposto ad interventi di restauro ed è inglobato in una proprietà privata. Per questi motivi non è possibile visitare il suo interno.

## Struttura
L'edificio ha forma circolare ed è chiuso da una cupola simile a quella del Pantheon (ovvero dotata di oculo) che misura più di 12 metri di diametro. Il corpo centrale in mattoni si articola in due livelli, uno più antico su cui erano situati gli accessi, l'altro più recente, su cui si aprono tre grandi nicchie rettangolari e quattro nicchie semicircolari. Altre nicchie, su cui si conservato tracce di affreschi risalenti al periodo in cui l'edificio venne tramutato in chiesa, sono presenti all'interno. Anticamente doveva avere un pavimento a mosaico ed essere rivestito di marmo, come testimoniato dai fori di fissaggio delle lastre, e doveva essere sormontato da una cornice andata perduta, mentre si sono invece conservate le mensole che la sorreggevano.
Poggia su un basamento costituito da resti in opera reticolata della villa del I secolo a.C. e da materiale di reimpiego di edifici antichi.